# Heckler & Koch MP7
Heckler & Koch MP7 je automatická zbraň typu PDW vyráběná firmou Heckler & Koch (H&K), používající munici 4.6 × 30mm. Byla navržena pro tuto novou ráži, aby vyhověla požadavkům NATO z roku 1989 na automatickou pistoli nebo samopal, který by měl lepší účinek proti obrněným cílům (kevlarové vesty, helmy,…) než současné modely, které jsou omezeny standardní pistolovou municí. Je to přímý konkurent FN P90, také navržené podle těchto požadavků. Od zavedení do výroby v roce 2001 zbraň prošla čtyřmi úpravami a současná verze je MP7A1 (viz varianty). MP7 je navržena jako obranná zbraň jednotlivce (Personal Defense Weapon PDW). Je malá a lehká díky použití polymerů.
Rozšíření kvalitních neprůstřelných vest a helem učinilo zbraně používající pistolovou munici (jako například Heckler & Koch MP5 nebo Heckler & Koch UMP) neefektivní. Jako odpověď na tento problém HK vyvinul MP7 (společně s novou pistolí Heckler & Koch UCP, používající stejné náboje) aby dokázala překonat tyto obranné prostředky, ale zároveň byla použitelná jako pistole nebo samopal.

## Konstrukční detaily
V základu funguje MP7 jako zmenšená útočná puška, na stejném principu jako G36. Střílí speciálně vyvinuté průbojné náboje s úsťovou rychlostí téměř dosahující 5,56 × 45 mm NATO, používané mnoha moderními útočnými puškami. Tato munice je jedinečná mezi samopaly materiálem projektilu. Ten je vyroben z tvrzené oceli, místo mosazi nebo olova. Náboj má také menší zpětný ráz. Tyto náboje používá pouze tato zbraň, pokud nepočítáme H&K UCP. Díky malým rozměrům náboje mohou mít zásobníky i při malých rozměrech velkou kapacitu. I když je munice menší než 9 mm, její vlastnosti ji dělají srovnatelnou i ohledně zastavovacího účinku. Projektil je navržen, aby po proniknutí do tkáně ztratil stabilitu a tím způsobil větší zranění. Tato vlastnost je však stále otázkou diskusí, takže se musí až časem ověřit v akci.
Zbraň používá standardní 20- nebo 40ranné zásobníky, zasunované do rukojeti (velikost menšího je srovnatelná s 15ranným zásobníkem na 9 mm náboje, delší zásobník je velikostí podobný 30rannému 9 mm zásobníku). Přepínač režimu je na obou stranách pro použití levou i pravou rukou, stejně jako klika závěru. Pažba je vysunovatelná a vpředu je vyklápěcí rukojeť. Střílet je možné jednoručně i oběma rukama.
Svou koncepcí je MP7 přímý konkurent FN P90, má ale blíž k původnímu konceptu automatické pistole než k samopalu. FN P90 používá jednodušší systém automatické střelby s využitím zpětného rázu, ale je těžší a větší než MP7.

## Varianty

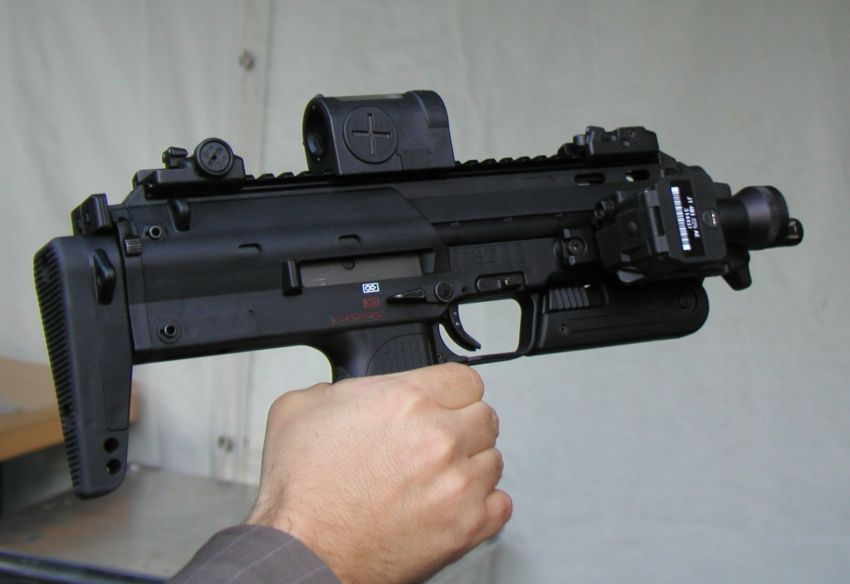
Model z roku 2005 používaný Bundeswehrem s Zeiss Z-Point kolimátorem a modulem LLM01

Od prvního oficiálního prototypu prošla MP7 čtyřmi úpravami:
- První prototyp z roku 1999 byl pojmenován „PDW“ Základ byl stejný, ale měl pouze malý Picatinny rail (lištu) na horní straně mířidla byla klasická pistolová. Rukojeť byla hladká.
- V roce 2001 byla zbraň pojmenována MP7 a začala se vyrábět. Nahoře byl nově dlouhý Picatinny rail, pažba byla tlustá a zahnutá a rukojeť protiskluzová, podobně jako u HK USP. Objevila se také nová mířidla (podobná současným) připevněná na Picatinny rail. Přední rukojeť byla opatřena pojistkou.
- v roce 2003 bylo označení změněno na MP7A1 a byly pozměněny některé detaily: více zakřivená pistolová rukojeť, menší zakončení pažby, přidány dva postranní Picatinny raily a mířidla byla zmenšena. Tělo zbraně se prodloužilo, ale díky zmenšení pažby se celková délka nezměnila. Pažbu je možné zajistit ve třech polohách.
- Současná verze z roku 2005, stále označená jako MP7A1, je v základu stejná jako model z roku 2003, ale přibyla spoušťová pojistka, podobně jako u pistole Glock.[1]. To pomáhá předejít nechtěnému zmáčknutí spouště. Další změna je zkrácení tlumiče výšlehu. Také se objevila další mířidla, podobná jako na G3 (stejná používá HK416).[2][3]

Zbraň je po každé úpravě o něco těžší, pravděpodobně kvůli přibývajícím lištám. Tělo se během vývoje prodloužilo, ale pažba zkrátila.

## Příslušenství
Zbraň má v základní výbavě standardní mířidla, ale ta se dají jednoduše vyměnit za dioptrická mířidla typu G3. Na lištu se dá připevnit kolimátor nebo zaměřovací dalekohled. Další příslušenství je možné přimontovat na lišty po stranách hlavně. Ke zbrani je možné připevnit i speciální tlumič hluku výstřelu.

## Rozšíření
- Česko – PČR MŘ Brno obdrželo v 06/2013 sérii HK MP7 A-1, jako náhradu za dosud používané HK MP5 A-5, kterými bude v průběhu roku 2014 postupně vyzbrojena taktická skupina OHS MŘP Brno, která je v rámci PČR určena k boji proti pachatelům AMOK. HK MP7 mají přiděleny zásahové jednotky krajských ředitelství policie, Útvar rychlého nasazení a Národní protidrogová centrála.
- Německo – Bundeswehr si objednal velké množství MP7 poté, co se osvědčila v rukou speciální jednotky Kommando Spezialkräfte (KSK). Němečtí vojáci teď používají MP7 v Afghánistánu při hlídkách v Kábulu.[5] MP7 je také součástí německého programu Infantierist der Zukunft (pěšák budoucnosti). Jednotka GSG 9 Německé federální policie také používá tyto zbraně.
- Indonésie – Detasemen Jala Mengkara (Denjaka), speciální jednotka Indonéských námořních sil MP7 také přijala.
- Itálie – Italská Gruppo di Intervento Speciale skupina speciálních operací Carabinieri, Aeronautica Militare pro RIAM skupinu sil zvláštního určení.
- Irsko – MP7 nahradí Uzi ve službě u Garda Síochána (policie) Emergency Response Unit.
- Malajsie – V roce 2007, Royal Malaysian Police také získala MP7 pro použití u Pasukan Gerakan Khas jednotku speciálních operací.
- Norsko – MP7 má nahradit MP5 v Norské armádě. Objednáno je 6500 zbraní také zahrnuje nákup 8200 pušek HK416. Dodání je domluveno na první půli roku 2008.[6]
- Jižní Korea – MP7 byla přijata pro použití u korejské policie v rámci jednotky KNP SWAT a pobřežní policie společně s MP5, UMP, HK USP, HK P7M13.
- Spojené království – V roce 2005 byla přijata k použití policií.
- OSN – MP7 byla přijata pro Safety and Security Service pro polní bezpečností práce společně s HK G36K, MP5, brokovnicemi Benelli a Glockem 19.